# Bertha van Hasselt (schilder)
Bernardina Johanna Roberta "Bertha" van Hasselt (Zwolle, 22 september 1878 - Nijmegen, 11 juni 1932) was een Nederlandse kunstschilder, tekenaar en graficus.
Bertha van Hasselt kreeg haar opleiding op de Koninklijke Academie van Beeldende Kunsten in Den Haag. Haar werk hing in 1913 op de tentoonstelling De Vrouw 1813-1913; zij was op dat moment woonachtig te Hees bij Nijmegen.
Ze was bevriend met de kunstenares Sanne Bruinier, die ze in 1902 ontmoette toen zij beiden in behandeling waren bij psychiater Jaap Wiardi Beckman in Nijmegen.
Van Hasselt was lid van de Vereeniging Sint Lucas te Amsterdam, en Pulchri Studio en de Schilderessenvereniging Odis in Den Haag.
Ze wordt gerekend tot de kunstenaarsgroep Bremmerianen. Tot haar onderwerpen behoorden kerkinterieuren, stadsgezichten, diervoorstellingen en bloemstillevens. Ook schilderde ze portretten, onder meer van Henk Bremmer, Sanne Bruinier, Julie de Graag en Gerard Heymans.
Werk van haar bevindt zich in het Kröller-Müller Museum en het Drents Museum.

## Werken

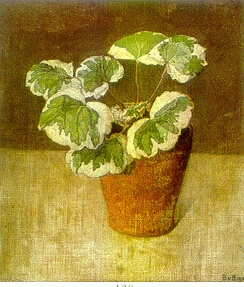
"Plantje", olieverf op doek (1907)
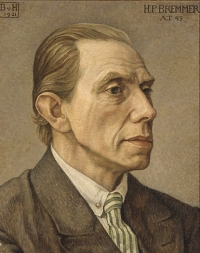
Portret van H.P. Bremmer (1921)
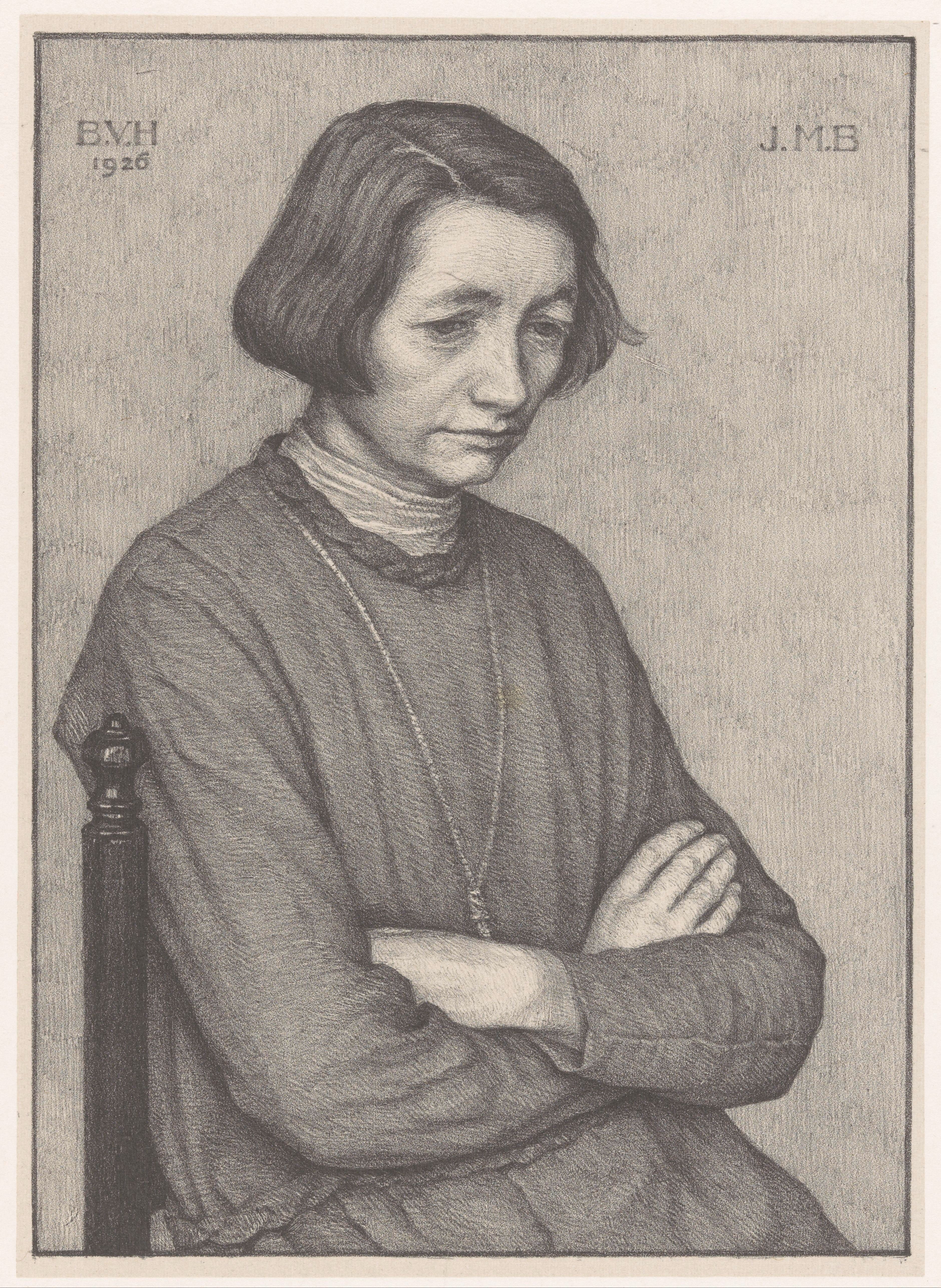
Portret van Sanne Bruinier (1926)
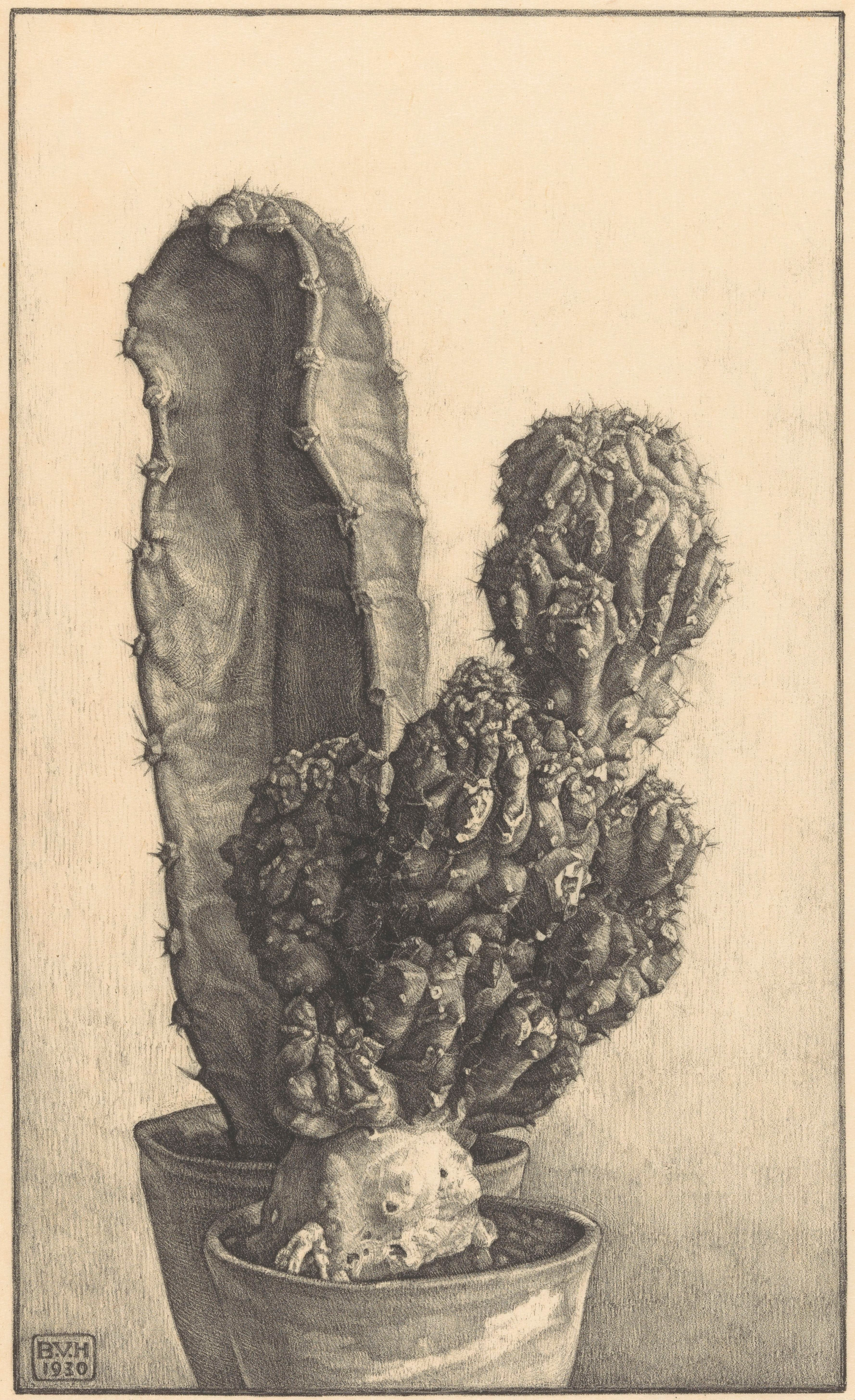
Caktussen, litho (1930)
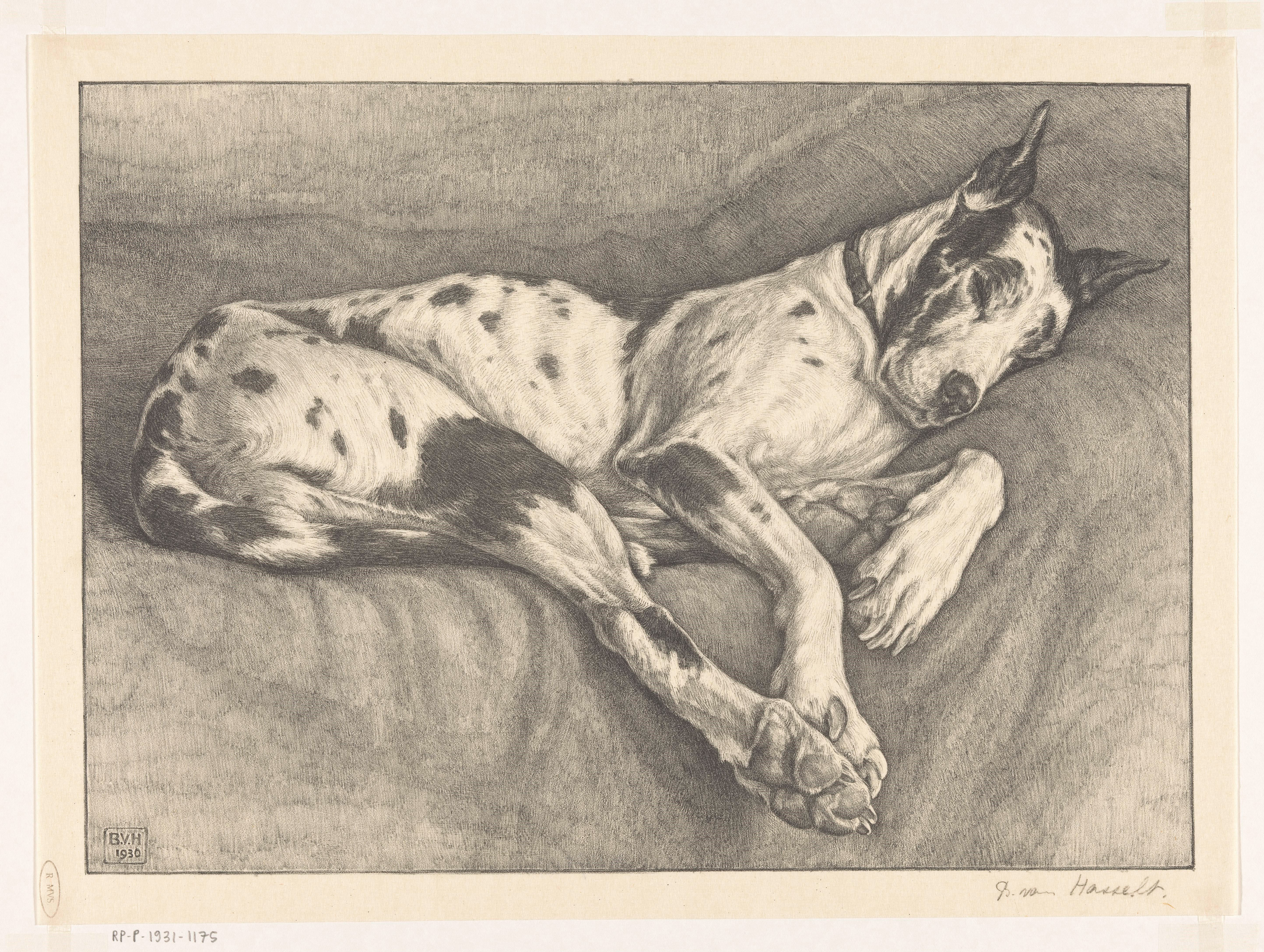
Slapende hond, litho (1930)
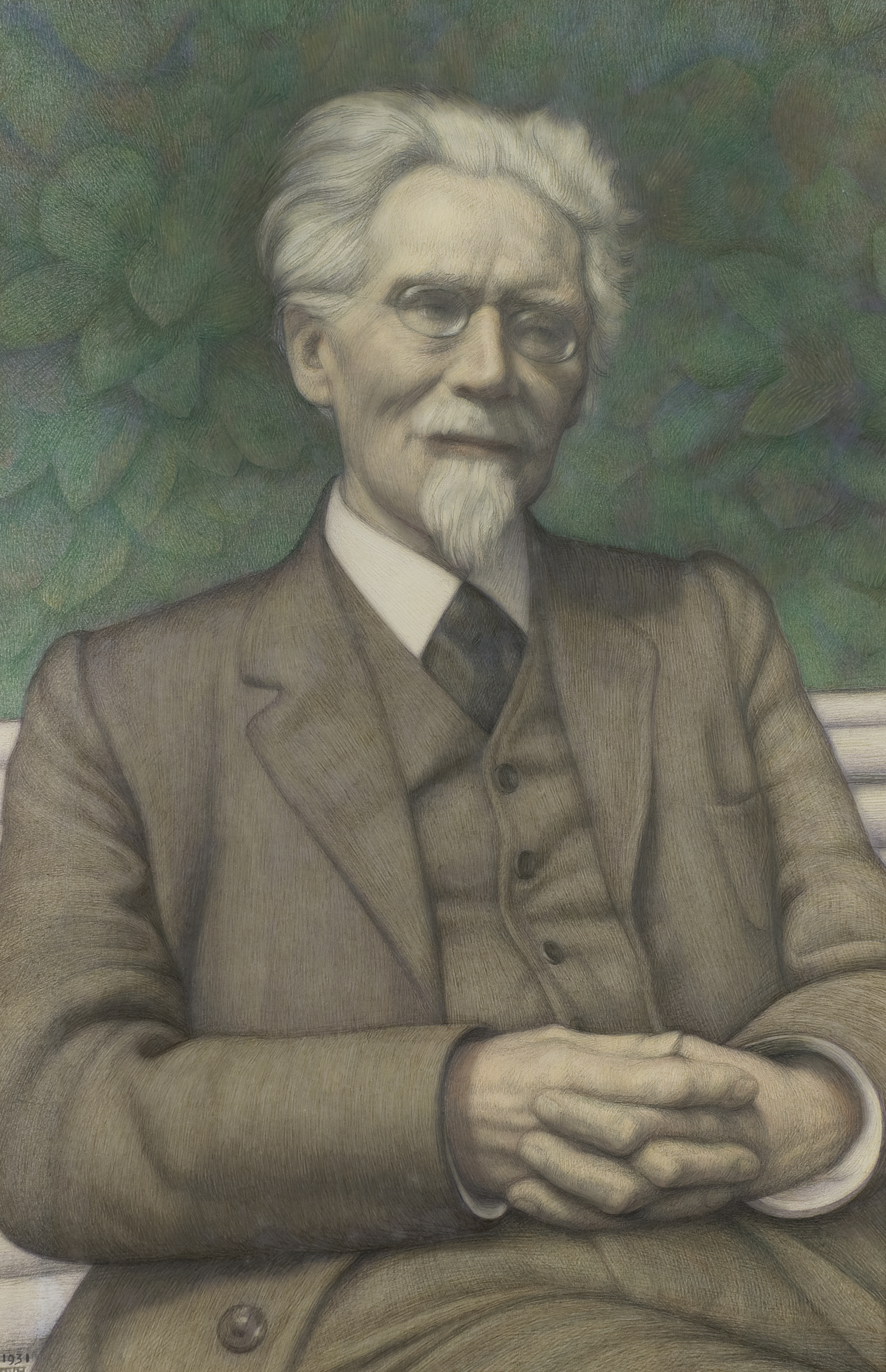
Portret van Gerard Heymans (1931)